# Faridpur Sadar Upazila
Faridpur Sadar Upazila är ett underdistrikt i Bangladesh. Det ligger i den centrala delen av landet, 60 km väster om huvudstaden Dhaka.
Trakten runt Faridpur Sadar Upazila består till största delen av jordbruksmark. Runt Faridpur Sadar Upazila är det mycket tätbefolkat, med 1 361 invånare per kvadratkilometer.